# Viscosia similis
Viscosia similis är en rundmaskart som beskrevs av Allgen 1959. Viscosia similis ingår i släktet Viscosia och familjen Oncholaimidae. Inga underarter finns listade i Catalogue of Life.